# Bir Ould Khelifa
Bir Ould Khelifa (în arabă بٔير أوالد خليفة) este o comună din provincia Aïn Defla, Algeria.
Populația comunei este de 12.846 de locuitori (2008).